# Slobodan Štambuk
Mons. Slobodan Štambuk (Selca, otok Brač, 1. ožujka 1941. – Split, 27. rujna 2023.) bio je hvarski biskup.
Rođen je 1. ožujka 1941. u Selcima, na otoku Braču, od oca Josipa i majke Nedjeljke-Perice rođene Jakšić.
Gimnaziju i studij teologije završio je u Zadru. 
Za svećenika Hvarske biskupije zaređen je 3. srpnja 1966. u Selcima na otoku Braču. 
Vršio je sljedeće službe: 
- župnik u Pražnicama i Gornjem Humcu na otoku Braču (od 1966. do 1968.)
- župnik u Vrisniku i Pitvama na otoku Hvaru (od 1968. do 1971.)
- župnik u Vrbanju i Svirčima na otoku Hvaru (od 1971. do 1978.)
- župnik u Nerežišću na otoku Braču (od 1978. do 1981.)
- župnik u Supetru i Škripu na otoku Braču (od 1981. do 1989.)
- urednik lista Bračka Crkva (od 1979. do 1989.)

Papa Ivan Pavao II. imenovao ga je hvarskim biskupom 30. ožujka 1989. godine. Za biskupa je zaređen 30. travnja iste godine u Hvaru, na otoku Hvaru. Glavni zareditelj bio je ondašnji apostolski pronuncij za Jugoslaviju nadbiskup mons. Gabriel Montalvo, a suzareditelji tadašnji splitsko-makarski nadbiskup i metropolit splitski mons. Ante Jurić i dotadašnji hvarski biskup mons. Celestin Bezmalinović.
Papa Franjo prihvatio je njegovo odreknuće od službe u petak, 9. ožujka 2018. godine u skladu s kanonom 401. Zakonika kanonskoga prava te je novim biskupom hvarskim imenovao mons. Petra Palića, dotadašnjega generalnog tajnika HBK.
Do biskupskog ređenja novoimenovanog biskupa mons. Palića, biskup Štambuk bio je apostolski administrator Hvarske biskupije.
Službe u HBK:
- predsjednik Vijeća HBK za misije
- član Biskupske komisije za Papinski hrvatski zavod sv. Jeronima u Rimu

## Ostalo
- "Libar Miljenka Smoje oli ča je život vengo fantažija" kao sudionik dokumentarnog serijala (2012.)